# Кра
Кра (тайск. กิ่วกระ) — перешеек, соединяющий полуостров Малакка с основной территорией азиатского континента. Западная часть перешейка относится к провинции Ранонг, а восточная часть — к провинции Чумпхон, расположенной на юге Таиланда. На западе омывается Андаманским морем, на востоке — Сиамским заливом. В наиболее узком месте между эстуарием реки Крабури и городом Чумпхон расстояние составляет всего 44 км. В политическом отношении, бо́льшая часть перешейка принадлежит Таиланду, западнее и севернее наиболее узкой полосы расположена Мьянма. Перешеек назван по реке Крабури.
Перешеек Кра служит границей между двумя участками горной цепи, идущей от Тибета через Малайский полуостров. Южная часть — это хребет Пукет, который является продолжением холмов Тенассерим, простирающихся дальше на север более чем на 400 км (250 миль) за перевал Трёх Пагод.
Перешеек Кра находится в экорегионе полувечнозелёных тропических лесов Тенассерим — Южный Таиланд. Диптерокарповые являются доминирующими деревьями в экорегионе.

## Тихоокеанская война
8 декабря 1941 года по местному времени императорская армия Японии высадилась в Сонгкхла, вторгшись в Таиланд. Из-за международной линии перемены дат это произошло за несколько часов до нападения на Перл-Харбор 7 декабря (время Гавайев), что сделало это первым крупным событием Тихоокеанской войны. Затем японские войска двинулись на юг к Перлису и Пинангу в рамках малайской кампании, завершившейся захватом Сингапура.

## Судоходный канал
Так как канал через перешеек Кра значительно сократил бы морской путь вокруг Малайского полуострова, уже в XVII веке существовали планы по сооружению канала. Однако из-за огромной стоимости и ожидаемых экологических проблем до сих пор строительство канала так и не осуществилось. Существует два варианта для его прокладки: либо в наиболее узком месте, либо немного южнее между Сураттхани и Пхангнга. Прокладка канала является предметом политических споров и в особенности оппонируется со стороны Сингапура, так как его значение и благосостояние во многом основано на навигации через Малаккский пролив, которая бы после открытия канала через Кра заметно сократилась. В настоящее время в стадии серьёзной разработки находятся лишь планы по строительству железнодорожного сообщения между побережьями.